# Fujiwara no Ikushi
Fujiwara no Ikushi, född 1146, död 1173, var en japansk kejsarinna, gift med kejsar Nijō. 